# Греческая кавалерия в Балканских войнах
 Кавалерия Греческого королевства  приняла активное участие в Балканских войнах.
В силу своей немногочисленности её вклад в этих войнах заметно уступал вкладу пехотных дивизий и, тем более, вкладу греческого флота чья роль имела стратегическое значение. Однако в силу природы этого рода войск и характера этой войны своевременное занятие османских территорий даже небольшими выдвинутыми кавалерийскими соединениями имело геополитическое значение для формирования новых границ Греческого королевства.

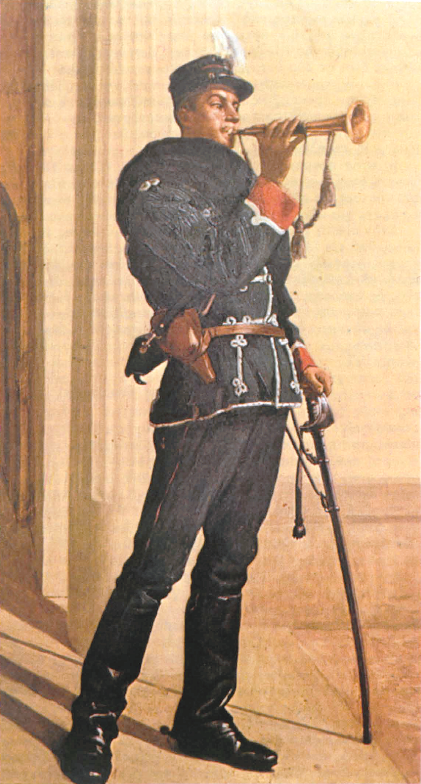
Георгиос Ройлос. Трубач (кавалерист)

## Первая Балканская война
Война Балканских христианских союзных государств (Греция, Сербия, Болгария и Черногория) против Османской империи началась 5 октября 1912 года и завершилась 30 мая 1913 года подписанием мира в Лондоне.
Сухопутные греческие военные операции против турок развивались на двух фронтах, на фронте Македонии (основной) и Эпира (второстепенный). Эти операции начались 5 октября 1912 года и завершились на Македонском фронте через 70 дней 13 декабря, в то время как операции в Эпире завершились после 5 месяцев 5 марта 1913 года. Командующим греческой армии в Македонии был наследный принц Константин, в то время как в Эпире командующим первоначально был генерал-лейтенант Константин Сапундзакис (до 11 января 1913 года) а затем наследный принц Константин.
С турецкой стороны командующими были соответственно Хасан Тахсин-паша и Эсат-паша.

### Силы греческой кавалерии в Первой Балканской войне
Греческая кавалерия приняла участие в войне следующими силами:
На Македонском фронте:
- Одно большое соединение Кавалерии Армии, (Кавалерийская бригада), которая включала в себя 1-й и 3-й кавалерийские полки, каждый из которых состоял из четырёх ил и пулемётного взвода (уламос).
- Шесть полу-ил из распределения 2-го Кавалерийского полка, Ι и II (1-я ила), III и IV (2-я ила), V и VI (3- ила), которые формировали Кавалерию соответствующих пехотных дивизий.

Армия Фессалии состояла из семи дивизий, однако VII дивизия которая первоначально оставалась в тылу в лагере в Ларисе не располагала полу-илами.
На фронте Эпира:
- до 12 января 1913 года только одна ила (4-я) из 2-го кавалерийского полка которая была предоставлена Армии Эпира.
- С 13 января 1913 года до 5 марта 1913 года Полк кавалерии Эпира, который был сформирован из выше означенной илы, 3-й илы 1-го полка и 3-й илы 3-го полка, которые были перевезены из Македонии в Эпир морем.

По завершении операций в Эпире полк прекратил своё существование. Илы 1-го и 3-го полков были возвращены в свои полки, а ила Армии Эпира сформировала полу-илы VIII дивизии (как была переименована Армия Эпира) и сформированной впервые в Эпире ΙΧ дивизии.
Полки Кавалерийской бригады располагали рослыми лошадьми, в то время как в дивизионных полу-илах лошади были низкого роста.
В тылу был организован Кавалерийский лагерь (Εµπεδο) Афин.

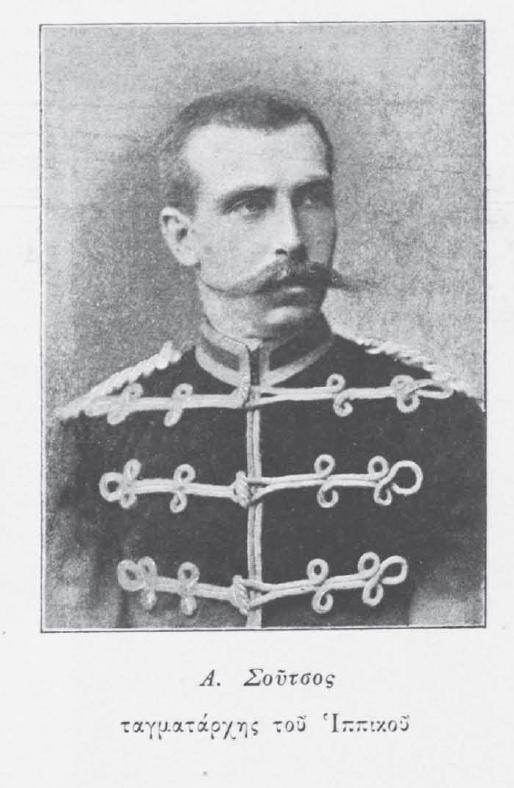
Майор кавалерии А. Суцос. Издание Греция в период Олимпиады 1896 года. В Первую Балканскую войну и в звании генерал-майора командовал Кавалерийской бригадой в Македонии

Командиром Кавалерийской бригады первоначально был генерал-майор Александрос Суцос, который в 1897 году командовал 1 м кавалерийским полком в Эпире. 14 октября 1912 года, приказом штаба Армии Македонии генерала Суцоса на этом посту сменил подполковник кавалерии Георгиос Караманликис, который оставался на этом посту до 3 ноября, когда новым приказом штаба Армии Бригада прекратил своё существование и 1й и 3й кавалерийские полки были подчинены непосредственно Армии.

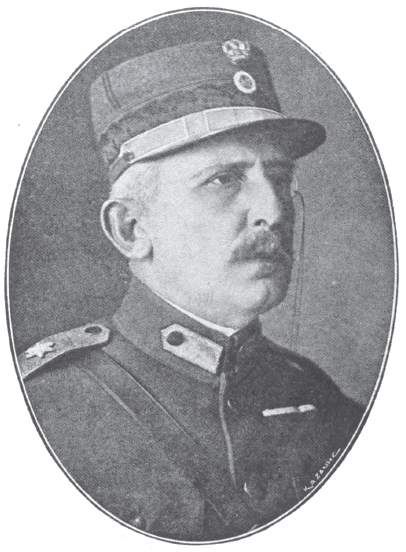
Командир 1го кавалерийского полка Периклис Пьеракос-Мавромихалис на более поздней фотографии и уже в звании генерала

Командиром 1-го кавалерийского полка в ходе войны был подполковник кавалерии Константин Захаракопулос, в то время как командиром 3-го кавалерийского полка был подполковник кавалерии Периклис Пьеракос-Мавромихалис (он же Бронзовый призёр летних Олимпийских игр 1896 по фехтованию).
По завершении операций в Македонии Пьеракос-Мавромихалис принял командование Кавалерийским полком Эпира.

### Начало военных операций кавалерийской бригады
Кавалерийская бригада в ожидании начала военных действий расположилась в Циоти (Фаркадон). Кавалерия первой из частей греческой армии вступила на османскую территорию в 07:00 5 октября 1912 года и через два дня подошла к селу Дескати в Западной Македонии, где получила приказ двинуться через день к западномакедонскому городку Сервия, с целью окружить турецкую армию которая оборонялась в горном походе Сарантопоро, ведущем из Фессалии в Македонию.
Битва при Сарантапоро началась 9 октября 1912 года. Бригада продвигалась относительно медленно, в результате чего не успела вовремя занять мост на реке Альякмон и отрезать отступление турецкой армии на север. 11 октября бригада заняла западномакедонский город Козани силами одного эскадрона 1-го кавалерийского полка, который вёл бой с турками у села Петрана, и одного эскадрона 3-го кавалерийского полка. 12 октября в Козани прибыла вся кавалерийская бригада.
На следующий день бригада прибыла в село Команос, где А. Суцос передал командование бригадой подполковнику кавалерии Г. Караманликису.
Бригада под новым командованием оставалась в Команос до 16 октября ввязавшись в незначительные стычки и не имея возможности продвинуться на север.
Однако вместе с V дивизией бригада прикрывала левый фланг и тыл армии, которая развернувшись вправо (на восток) двинулась к столице Македонии, городу Салоники.

### Западнее реки Лудиас

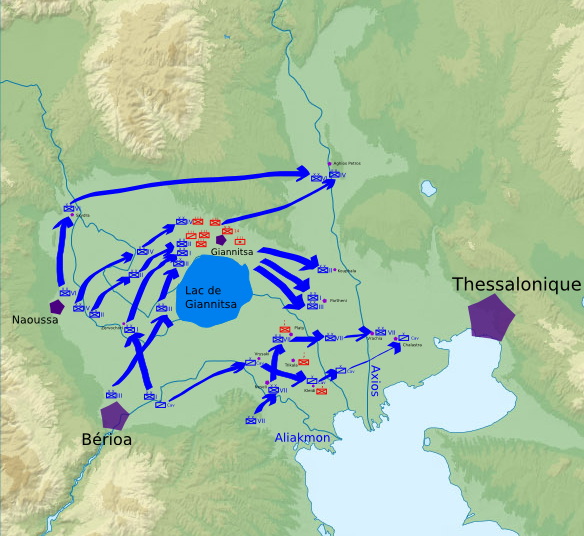
К югу от поля сражения при Янница указаны направления действий VII дивизии.

18 октября в Кырджалар (Адендро) в 35 км западнее Салоник оставался турецкий гарнизон 2000 солдат. По этой причине генштаб приказал VΙΙ дивизии оставаться в Александрии (Гида), для защиты правого фланга «Македонской армии», направлявшейся к Янница. Штаб также приказал произвести разведывательный налёт кавалерийских отрядов к мостам на реке Лудиас.
19 октября генштаб приказал VΙΙ дивизии форсировать Лудиас южнее озера Янница. Разведка подтвердила присутствие 2000 турок вокруг Адендро и ещё 1000 солдат в Плати оборонявших железнодорожный мост.
20 октября, одновременно с сражением у Янница, VII дивизия, усиленная Кавалерийской бригадой и отрядом эвзонов Констандинопулоса, направила 19-й полк против Плати и 8-й батальон эвзонов против шоссейного моста Лудиаса. Турки опередили действия дивизии и атаковали выдвинутые позиции 8-го батальона эвзонов восточнее Лиановерги. Однако контратака эвзонов вынудила турок отступить к Плати и железнодорожной станции.
Пока шёл бой за Плати, другая турецкая часть перешла шоссейный мост Лудиаса и атаковала 8-й батальон с фланга, с целью ослабить натиск VII дивизии на Плати. Однако турки подверглись обстрелу греческой артиллерии, перешли мост в обратном направлении и попытались взорвать его. Две роты эвзонов дошли до моста, но не перешли его. Дивизия не преследовала противника. Её части собрались у Плати, 8-й батальон продвинулся к шоссейному мосту, в то время как отряд пионеров продвинулся к железнодорожному мосту и обезвредил взрывчатку подложенную под него.
Попытка турок вернуть предыдущие позиции была прервана огнём артиллерии VII дивизии, которая затем выдвинула один батальон восточнее моста у Адендро, куда позже прибыли и остальные части дивизии. Вечером 20 октября Адендро был свободен.
Между тем, отряд эвзонов Константинопулоса установил плавучий мост и, переправившись через Лудиас, в 14:00 и занял Кимина. Авангард эвзонов рассеял на своём пути иррегулярных турок и дошёл до реки Аксиос. Кавалерийская бригада выступила в 08:00 из Александрии к востоку, с целью встретиться с отрядом эвзонов. Однако достигнув западного берега Лудиаса, Бригада замедлила продвижение и только её авангард дошёл до Кимина, где дал бой с маленькой частью турок. Вечером вся Кавалерийская бригада расположилась в селе Клиди.
В военной историографии отмечается, что VII дивизия и Кавалерийская бригада не использовали успешное форсирование Лудиаса и не преследовали решительно турецкие части, отступавшие к мостам реки Аксиос.
Причиной этому, кроме проливного дождя, было отсутствие координации дивизии и Кавалерийской бригады.

### Освобождение столицы Македонии

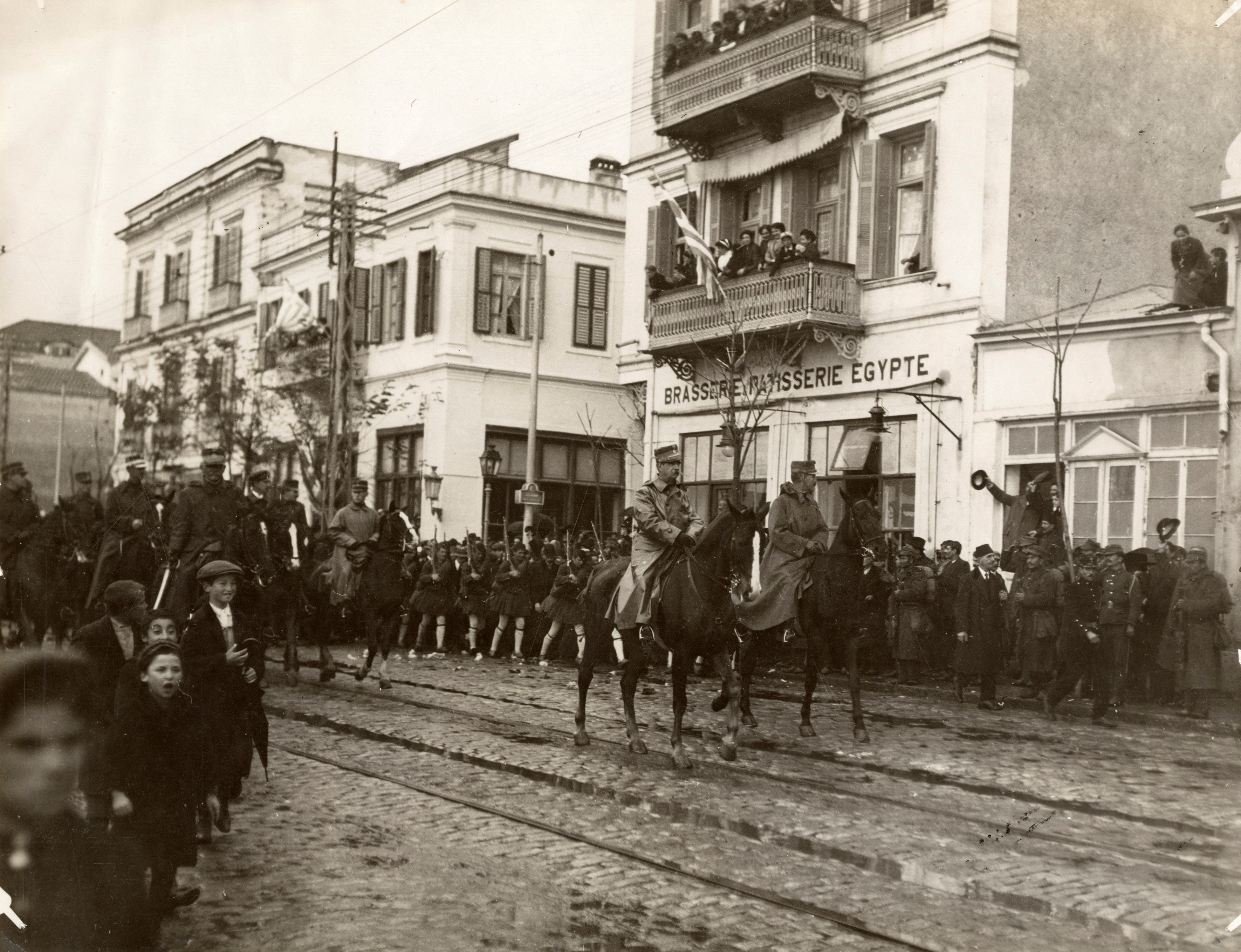
Король Греции Георгий I и наследный принц Константин вступают в освобождённую греческой армией столицу Македонии

С 17 по 27 октября бригада по приказу продвигалась через проход Трипотамос и прибыла в Лангадас в 20 километрах северо-восточнее Салоник, отрезая и одновременно прикрывая с севера македонскую столицу.
Между тем 24 октября VII дивизия и отряд эвзонов перешли через два рукава реки и расположились лагерем в Текели. Пока остальные дивизии Македонской армии ожидали инженерный корпус и единственной дивизией перешедшей Аксиос была VII дивизия, ей было приказано войти в Салоники. Командующий турецкой группировкой Хасан Тахсин-паша согласился сдать город греческой армии утром 26 октября.
Старый македономах Афанасий Эксадактилос, вместе с Ионом Драгумисом подняли греческий флаг над консульством Греции в городе. Одновременно другой македономах, Адександр Заннас, вместе с безвестным греческим моряком, водрузили греческий флаг над Белой башней. Дождь не помешал греческому населению встречать своих освободителей. Через несколько часов, ΙΙ дивизия Константина Каллариса окружила город, исключая возможность ухода турецких сил к северу и востоку, что вынуждало Тахсина-пашу подписаться под полной капитуляцией.
В 11 вечера 26 октября Хасан Тахсин-паша официально сдал город греческой армии.
Между тем, 26 октября болгарская Рилская дивизия (35 000 солдат) генерала Тодорова вышла к Килкису и продолжила продвижение на юг. Никакой военной необходимости в этом не было, но политические цели были очевидны: установление двоевластия в городе. В тот же день Константин послал письмо Тодорову, в котором писал: «Генерал, турки сдались мне …не утруждайте своих солдат ненужным маршем … направьте их лучше туда, где есть стратегическая необходимость»:33. Последовавший болгарский демарш не имеет прецедента в политической и военной истории. Вечером 27 октября в город прибыла болгарская делегация во главе с генералом Петровым, и потребовала у Тахсина-паши сдачи. Недоумевающий турок ответил: «Но мы уже сдались греческому командующему, и вы об этом знаете» и отказался сдаваться второй раз:35.
Двоевластие не состоялось. Болгарам удалось, однако, упросить греческое командование допустить в город 2 болгарских батальона «на отдых».

### Расформирование Бригады
29 октября Кавалерийская бригада получила приказ направить свой 3-й полк на восток, к восточномакедонскому городу Серре. Этот полк располагал только тремя илами, поскольку 4-я ила была передана V дивизии и находилась в Западной Македонии. Сама Бригада 30 октября прибыла в Салоники и на следующий день перешла в Сандали, восточнее города Эдесса.
3 ноября штаб Бригады прекратил своё существование и кавалерийские полки перешли под непосредственное командование Армии.

### Продвижение на запад Македонии
1-й кавалерийский полк из Сандали двинулся на запад 4 ноября и 7 ноября занял западномакедонский город Флорина, опередив сербскую кавалерию которая двигалась к городу с севера. В ходе своего продвижения полк взял в плен большое число пленных и захватил множество трофеев и военных запасов. Успех греческих кавалеристов имел геополитическое значение, поскольку определил границы Греции в Западной Македонии.
Тем временем, 5 ноября сербы прорвали линию обороны осман на своём участке и Павит-паша со своими силами ушёл в Корча. Вокруг Битола образовался вакуум, куда с востока ринулась греческая армия, а севера сербская. Но в Битола сербы вошли первыми. В пригородах города греческие авангарды встретили сербские конные разъезды и были вынуждены вернуться во Флорину. Битола достался Сербии. Бо́льшая часть греческого населения не пожелала оставаться в пределах сербского государства и переселилась в близлежащие греческие регионы, «питая неугасающую обиду против Венизелоса, который пожертвовал их Родиной ради Салоник»:84.
В продолжение, 12 ноября 1-й кавалерийский полк занял западномакедонский город Кастория. С 19 ноября полк был включён армейскую группу сформированную из III, IV и VI дивизий и отличился в боях за взятие города Корча, который в конечном итоге был занят III полу-эскадроном 7 декабря. 15 декабря 1-й кавалерийский полк вернулся в Флорину и 19 декабря перешёл в Салоники.

### 3-й кавалерийский полк в Восточной Македонии
3-й кавалерийский полк отбыл из Лангадаса 29 октября и прибыл 31 октября в город Сере, который был занят болгарской армией с 22 октября. Полк оставался здесь гостем, в обмен на аналогичное разрешение предоставленное греческим командованием болгарам в Салониках.
11 мая 1913 года в ожидании столкновения с Болгарией, 1-й эскадрон, который в одиночестве ещё оставался в Сере, ушёл из города, невзирая на подозрительную настойчивость болгар продолжить своё гостеприимство.

### Кавалерийский полк Эпира
13 января 1913 года в порту освобождённого греческой армией города Превеза в Эпире высадились две илы кавалерии — 3-я ила 1-го кавалерийского полка и 3-я ила и пулемётный взвод 3-го кавалерийского полка под командованием подполковника кавалерии Периклиса Пьеракоса-Мавромихалиса. К этой части была прикреплена находившаяся в Эпире с начала войны 1-я ила 2-го кавалерийского полка и таким образом было сформировано новое соединение, Кавалерийский полк Эпира. Полк базировался в регионе Превеза — Лурос до 16 февраля 1913 года. Но через два дня полк выдвинулся на север, с тем чтобы 19 февраля, в день генеральной атаки против столицы Эпира, города Янина, находиться в Эмин -Ага, место ставки главнокомандующего, наследного принца Константина.

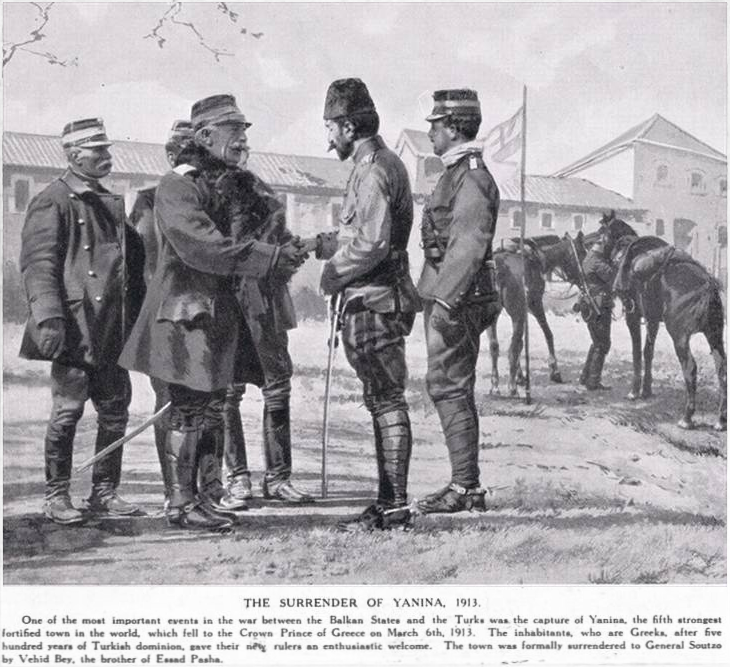
Назначенный комендантом Янин генерал-майор кавалерии Александрос Суцос обменивается рукопожатием с сдающим город представителем турецкой армии майором Вехиб-беем. Иллюстрация английского художника Ричарда Вудвиля

В 9 утра 21 февраля 1913 года Кавалерийский полк Эпира вступил в Янина. Вместе с полком в город вступил и бывший командир Кавалерийской бригады Македонии генерал майор Александрос Суцос, который будучи назначен комендантом Янин принял капитуляцию гарнизона. Однако часть гарнизона решила избежать капитуляции и направилась на север в сторону сегодняшней Албании.

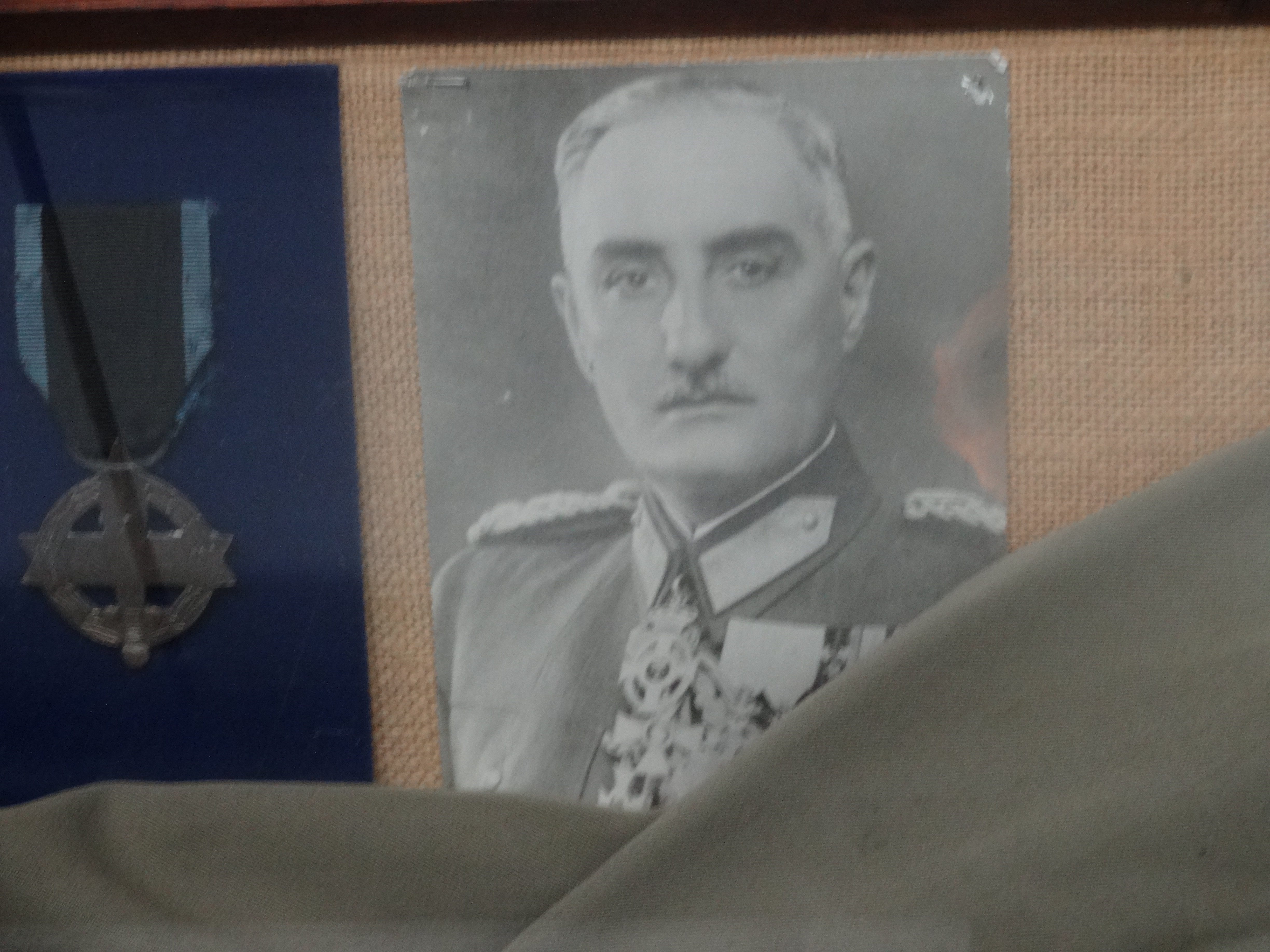
Стенд посвящённый генерал — майору кавалерии Иоаннису Цангаридису в Военном музее Афин

Взвод всего лишь 35 греческих всадников, возглавляемых офицерами Э. Зимвракакисом, А. Кумундурусом и И. Цангаридисом бросился за ними в погоню и настиг их в 10 км от города. В результате решительных действий этой горстки греческих кавалеристов были взяты в плен и разоружены 800 турецких солдат
Оставив эти восемь сотен пленных под охраной пяти греческих солдат, эти три десятка греческих кавалеристов продолжили погоню и на расстоянии ещё 6 км к северу настигли ещё бо́льшую группу отступающих турецких солдат. Действуя аналогичным решительным образом как и в предыдущем случае, греческие кавалеристы взяли в плен ещё 1200 деморализованных турок.
Около восьми вечера того же дня взвод вернулся в Янина сопровождая 2000 пленных турецких солдат. Продолжая наступление в северо-западном направлении Кавалерийский полк Эпира занял Долиана (27 февраля), Делвинаки (28 февраля), Аргирокастрон (3 марта) и Тепелена (5 марта), взяв в плен большое число османских солдат и трофеев.
31 марта илы 1-го и 3-го кавалерийских полков были погружены на суда в Агии Саранда и возвращены в свои полки в результате чего Кавалерийский полк Эпира был расформирован.

## Вторая Балканская война
Неудовлетворённая территориальными приобретениями в результате войны против осман и переоценив свои силы, Болгария начала войну против своих бывших союзников, Сербии и Греции.
Вторая Балканская между Грецией и Сербией/Черногорией с одной стороны и Болгарией с другой началась без объявления войны 16 июня 1913 года. 27 июня в войну против болгар в качестве миротворца но и с территориальными претензиями к Болгарии вступила и Румыния, а 29 июня и Турция, которая воспользовалась моментом чтобы отвоевать часть территорий занятых болгарами во Фракии.
Война закончилась подписанием мира в Бухаресте 29 ноября между христианскими балканскими странами в то время как мир между Болгарией и Турцией был подписан в сентябре. Военные операции между Греческой армией под командованием короля Константина и ΙΙ болгарской армией под командованием генерала Н. Иванова, начались 16 июня и были прекращены перемирием 18 июля после 33 дней боёв. Основным театром операций была Центральная и Восточная Македония.

### Силы греческой кавалерии во Второй Балканской войне

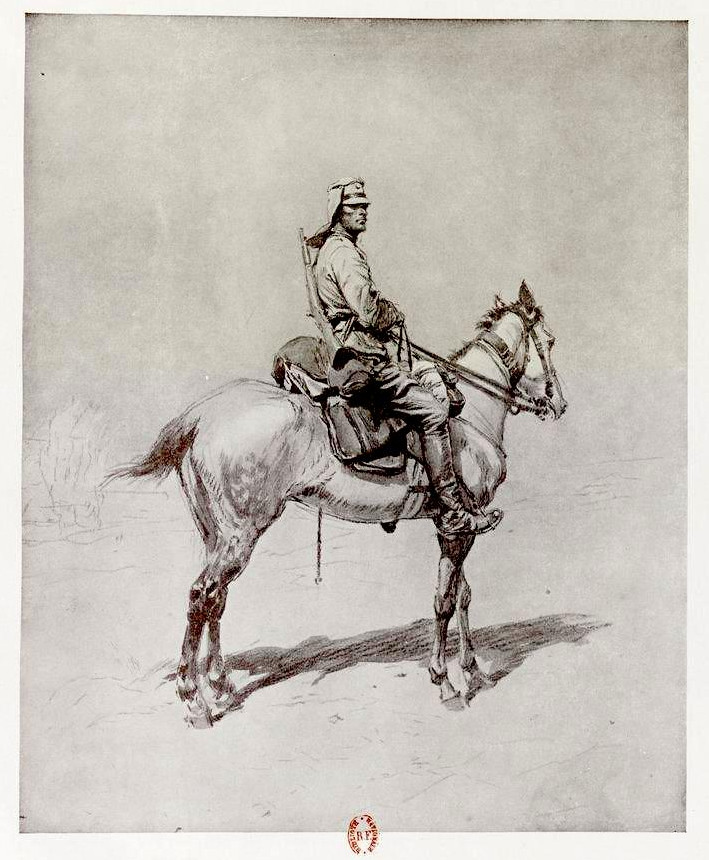
Жорж Бертен Скотт. Греческий кавалерист в Балканские войны. 1913 год

Греческая кавалерия приняла участие в войне следующими силами:
- Кавалерийская бригада которая была воссоздана в марте 1913 года под командованием подполковника кавалерии Константина Захаракопулоса.

Бригада включала в себя:
1-й кавалерийский полк с тремя только илами из четырёх, поскольку её 2-я ила была передана VII дивизии и находилась в регионе города Нигрита.
3-й кавалерийский полк состоящий из четырёх ил и пулемётного взвода.
- I, ΙΙ, ΙΙΙ, ΙV, V, VI, VII, VIII и Χ полуэскадроны, которые находились в подчинении пехотных дивизий.

Согласно состояния на 18 июня кавалерийские силы Македонской армии насчитывали: — Кавалерийская бригада: офицеров 63, рядовых 1315, коней 1158. В дивизионных полуэскадронах в общей сложности: офицеров 25, рядовых 698, коней 635.

### Военные операции греческой кавалерии во Второй Балканской войне
Кавалерийская бригада располагавшаяся 17 июня 1913 года в Текели (Синдос) выступила на следующий день по приказу генштаба к Сари-Пазару выслав одновременно разведывательные группы к Килкису-Михалова.
18 июня началось генеральное наступление одновременно всех греческих дивизий. Справа от Кавалерийской наступала III пехотная дивизия а слева Χ дивизия.
Кавалерийская бригада получила приказ продолжить на следующий день продвижение к Коджа Омерли (Като Апостоли) — Крец (Агиос Георгиос), связывая и заполняя брешь между Χ дивизией, которая продвигалась к Дойрану и III дивизией, которая продвигалась к Килкису.
19 июня 1913 года началось трёхдневное сражение при Килкисе — Лахана. Болгарский штаб, получив информацию о присутствии Греческой кавалерии в Крец (Агиос Георгиос) отвёл 10-й болгарский кавалерийский полк из Лахана, куда он только прибыл и направил его в Крец.
20 июня 10-й полк болгарской кавалерии появился слева от III дивизии. Греческая кавалерийская бригада атаковала болгарскую кавалерию силами 1-го эскадрона 1-го кавалерийского полка, но была вынуждена прервать свою атаку столкнувшись с болгарским пехотным батальоном, который был перевезен по железной дороге в Хаджи Юнус (Ставрохори).
В тот же день 1-я ила 1-го кавалерийского полка была переведена в генштаб для его прикрытия и таким образом Бригада осталась только с 6 илами.
21 июня Бригада выступила из Вергетор к Хаджи Юнусу и обнаружила отступающие с поля боя под Килкисом и обстреливаемые артиллерией ΙΙ греческой дивизии болгарские колонны.

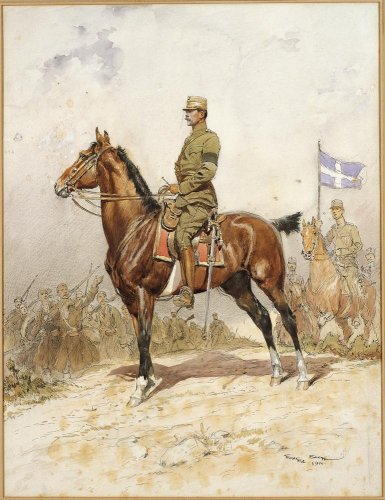
Жорж Бертен Скотт. Греческий король Константин в Балканские войны

В 10:40 был издан получивший впоследствии известность приказ главнокомандующего Кавалерийской бригаде:

«Мы занимаем Килкис. Враг преследуется. Уточните направление отступления. Преследуйте беспощадно и жестоко»

.
Слово жестоко было приписано собственноручно главнокомандующим, королём Константином. Командир Бригады приказал наступать эшелонами. Первые два состояли из двух эскадронов 3-го кавалерийского полка, третий из эскадрона оставшегося от 1-го полка. 1-му полку был дан приказ, в то время как два эшелона 3-го полка будут преследовать отступающего врага по пятам, он первоначально должен был отклониться на запад, а затем развернуться вправо и отрезать отступление болгар к Калиндрии. Однако 1-й полк не стал исполнять приказ командира бригады.
Эскадроны 3-го полка продвигаясь к Эвкарпии внесли сумятицу в болгарские части арьергарда, которые побросав свои рюкзаки и оружие и бросились в паническое бегство оставив на поле боя многисленных убитых зарубленными греческими кавалеристами и более сотни пленных.

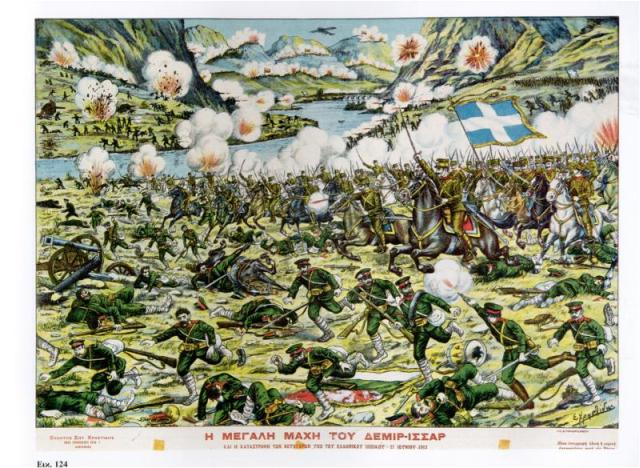
Атака греческой кавалерии в Демир Хисаре — греческая пропагандистская афиша, 1913

В тот же день, в то время как на левом фланге результаты деятельности греческой кавалерии были скромными, на правом фланге, у моста Камила на реке Стримонас греческая кавалерия «совершала чудеса». Некоторые болгарские пехотные части, увидев свою отступающую артиллерию чьи кони неслись галопом, приняли её за вражескую кавалерию и были обуяны паникой. Это в свою очередь потрясло и болгарский штаб, который не располагал никакой информацией о нахождении греческой кавалерии в регионе и принял меры для защиты моста на Стримоне и для прекращения беспорядочного отступления и для реорганизации разложившихся батальонов. 22 июня греческая Кавалерийская бригада, выходя из горного прохода Калиндрия и сопровождаемая также III дивизией, в 11:00 подверглась внезапному артиллерийскому обстрелу. Два из эскадронов сошли с дороги и укрылись на высотах западнее Калиндрии, в то время как третий эскадрон и III полуэскадрон отошли назад, остановив продвижение и следовавшей за ними дивизии.
23 июня Кавалерийская бригада находилась в Патара и на следующий день, по приказу генштаба, развернулась на восток, преследуя болгарские части отступавшие через долину Родополиса. Преследуя болгар, греческая армия обошла Дойранское озеро. Одновременно Кавалерийская бригада оставила на левом фланге Армии 4-ю илу 1-го полка для разведки и зачистки дороги Дойран — Струмица.
25 июня Бригада дошла до Хаджи Бейлика (Вирония) и на следующий день, продвигаясь своими пятью оставшимися илами, впереди Ι и IV дивизий, натолкнулась на болгарские оборонительные позиции в километре к востоку от Хаджи Бейлика. В бой включились и авангарды пехотных дивизий. Но болгары отступили лишь на следующий день, после генеральной атаки двух дивизий и Кавалерийской бригады.
27 июня 1913 года по приказу Армии, Бригада вновь развернулась на запад, а затем на север и через долину Струмицы прибыла в Берово. Тем временем греческая армия прошла укрепленную позицию Рупел и сконцентрировала свои силы перед входом в Кресненское ущелье.

### На последнем этапе войны
Греческий премьер-министр Венизелос придерживался мнения, что Греции нет смысла продолжать войну, поскольку основную задачу, предотвращение болгарской угрозы столице Македонии, городу Фессалоники, армия выполнила. Также утратили остроту и болгарские претензии на большую часть Македонии. Одновременно Венизелос осознавал, что и союзная сербская армия также выполнила свою объективную задачу и что сербы не видят смысла в продолжении войны, а также то, что в случае продолжения войны бо́льшая часть её тяжести придется на Грецию, что не входило в его планы.
Однако король Константин был сторонником войны до победы и капитуляции Болгарии, надеясь вступить в болгарскую столицу.
Видя, что сербско-болгарский фронт застыл, главнокомандующий греческой армии король Константин I приказал наступать на Софию. Греческая армия вошла в Кресненское ущелье и в результате трёхдневных боёв 8—11 июля подошла к северному выходу из него.
Болгары были вынуждены практически оголить сербский фронт и перебросить силы для защиты своей столицы перед наступающей греческой армией.
Сражение в Кресненском ущелье завершилось без победителей.

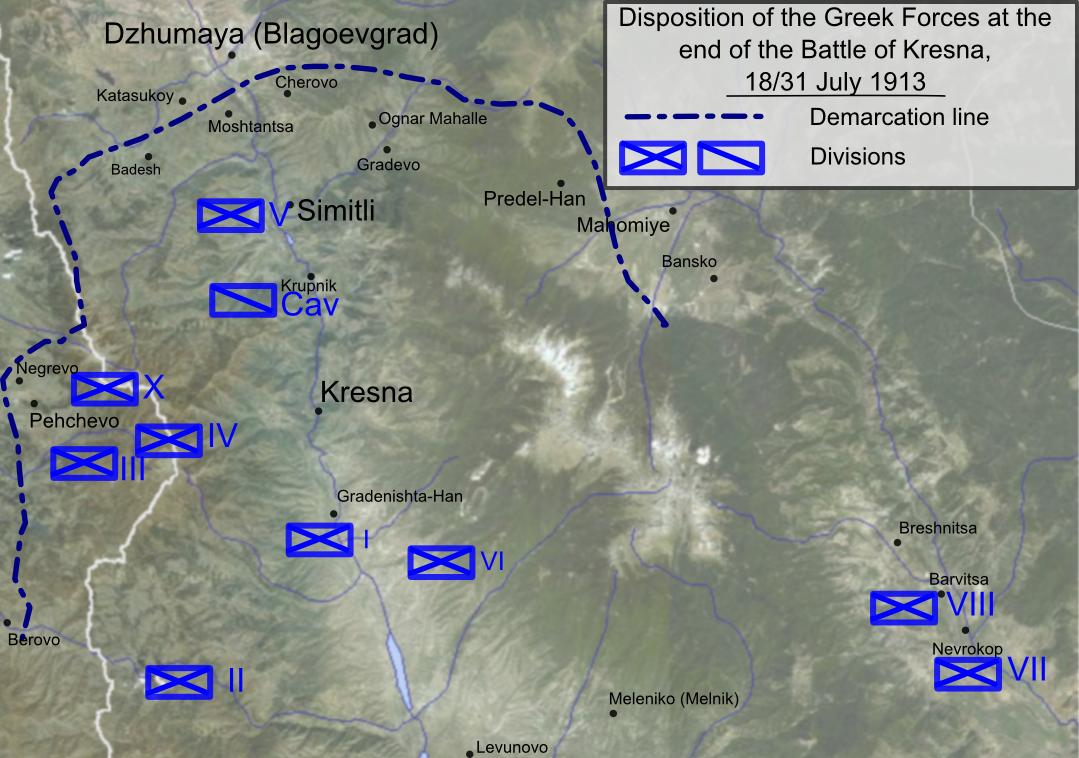
Демаркационная линия и расположение греческих войск после объявления перемирия. Кавалерия расположилась в Крупнике.

18 июля боевые действия были прекращены, и в Бухаресте начались переговоры. 28 июля был заключён Бухарестский мир, по итогам которого Болгария потеряла значительную часть территорий, отошедших к ней в результате Первой Балканской войны, а также Южную Добруджу, отошедшую к Румынии.
Фактом остаётся то, что Греция не смогла воспользоваться его плодами — согласно условиям Бухарестского мира, греческая армия оставила ущелье, а северная граница Греции была определена в районе Дойранского озера, то есть южнее даже позиций до начала сражения. Греческая кавалерия не принимала активного участия в Кресненском сражении.
Историография объясняет это как тесным театром сражения, так и тем что это сражение было цепью непрерывных атак греческой пехоты за господствующие высоты.
На момент объявления перемирия основные сил греческой кавалерии были расположены в Крупнике.